# Molybdenan sodný
Molybdenan sodný (Na2MoO4) je sodná sůl kyseliny molybdenové. Často se vyskytuje jako dihydrát Na2MoO4·2H2O.

## Příprava
Molybdenan sodný se připravuje rozpouštěním oxidu molybdenového v roztoku hydroxidu sodného při 50–70 °C, krystalizací a filtrací, bezvodá forma se připravuje zahřátím na 100 °C:
MoO3 + 2 NaOH → Na2MoO4·2H2O

## Použití
Na2MoO4 se dá použít jako zdroj molybdenu.
V zemědělství se jej spotřebuje 450 tun ročně jako umělé hnojivo, například pro pěstování brokolice nebo květáku. Potravinářský průmysl ho používá pro výrobu některých potravinových doplňků.
Dále se používá v průmyslu jako inhibitor koroze.

## Struktura
Molybdenanový aniont má tetraedrickou strukturu, na každý aniont připadají dva kationty sodíku.

## Reakce
Reakcí s tetrahydridoboritanem sodným se molybden redukuje na oxid molybdeničitý:
Na2MoO4 + NaBH4 + 2 H2O → NaBO2 + MoO2 + 2 NaOH + 3 H2
Molybdenan sodný také reaguje s dithiofosforečnanovými kyselinami:
Na2MoO4 + (RO)2PS2H → [MoO2(S2P(OR)2)2]  (R = Me, Et)
které dále reagují za vzniku [MoO3(S2P(OR)2)4].

## Bezpečnost
Molybdenan sodný nesmí přijít do styku s alkalickými kovy, většinou běžných kovů a oxidačními činidly. Při dotyku s roztaveným hořčíkem exploduje, nebezpečně reaguje s interhalogeny (fluorid jodistý, fluorid bromičný atd.).